# Christian von Weiler
Christian Ernst von Weiler (getauft am 7. November 1661 in Berlin; † 1717 in Wien) war ein kurbrandenburgischer Chef der Artillerie und kaiserlicher Generalmajor.

## Leben

### Herkunft
Er war ein Sohn des 1691 nobilitierten kurbrandenburgischen Generalmajors und Chefs der Artillerie, Ernst von Weiler (1620–1693), und der Sophie Fritzen.

### Laufbahn
Weiler nahm auf kurbrandenburgischer Seite gemeinsam mit seinem Vater am Schwedisch-Brandenburgischen Krieg teil. Er wurde 1683 Oberzeugmeister und nahm auch am Großen Türkenkrieg sowie am Pfälzischen Erbfolgekrieg teil. Mit seiner Beförderung zum Oberst im Jahre 1690 wurde er gleichzeitig Chef der preußischen Artillerie. Diese Stellung bekleidete er bis 1698. In diesem Jahr setzte er sich mit seiner Geliebten, einer Freiin von Blumenthal in die Schweiz ab. Hiernach begab er sich in kaiserliche Dienste. Am 31. Mai 1707 avancierte er zum Generalfeldwachtmeister.
Im Jahr 1712 hatte Weiler Hausbesitz in Wien.
Friedrich I. gewährte ihm 1712 auf sein Gesuch hin salvum conductum, verbunden mit der Auflage des zeitlich begrenzten Aufenthalts und nicht Rache an seiner Gattin nehmen zu dürfen, um nach Berlin zu kommen und die Angelegenheiten seines Erbgutes Falkenrehde zu regeln, mit dem er am 10. Oktober 1694 belehnt worden war.

### Familie
Weiler war verheiratet mit der Patriziertochter Dorothea Sophie Behmer (oder Böhmer). Das Paar hatte zwei Töchter, Luise Charlotte und Christiane Henriette, die nach dem Tod der Mutter (1714) das Gut Falkenrehde 1733 an König Friedrich Wilhelm I. verkauften. Über den 1688 geborenen Sohn Christian Ludwig ist nichts weiter bekannt.